# 三洋ITソリューションズ
三洋ITソリューションズ株式会社（さんようアイティソリューションズ、英: SANYO Information Technology Solutions Co., Ltd.）は、かつて存在した日本の企業。大阪府守口市に本社を置いていた。元々は三洋電機の情報システム部門が分離・独立し設立された。後にNTTデータの資本も加わったが、パナソニックグループの子会社となった。2015年3月31日をもって解散した。

## 概要
パナソニックグループ内でのシステムの設計・構築から保守・運用までを幅広く行っていたほか、メガネなし3Dディスプレイの開発、Webコンテンツに関する3Dソフト開発、3Dカタログ（一般企業向け）など高度な技術を要する事業も積極的に行っていた。金融関連のシステムやインフラに関する事業も積極的に行っていた。
また、2013年までインターネット接続サービスプロバイダ事業としてSANNETの運用を行っていた。その後は楽天コミュニケーションズが運営した。

## 沿革
- 1989年（平成元年）10月31日 - 三洋電機の100%出資により、株式会社三洋システムエンジニアリングとして設立。資本金1億円。
- 1992年（平成4年）12月1日 - 三洋電機の情報システム部門と統合し、三洋電機ソフトウエア株式会社に社名変更。資本金を4億円に増資。
- 2002年（平成14年）2月28日 - 資本金を5億8600万円に増資。
- 2003年（平成15年）1月6日 - NTTデータが資本参加。同時に株式会社NTTデータ三洋システムに社名変更。
- 2004年（平成16年）7月22日 - 当社100%出資により、中国・上海市に現地法人「恩梯梯数据三洋系統集成（上海）有限公司」を設立。
- 2006年（平成18年）4月3日 - 当社100%出資により子会社・NTTデータアウラを設立。
- 2010年（平成22年）12月1日 - 三洋電機が出資比率を90%に引き上げ、現社名に商号変更[2]。
- 2011年（平成23年） - 三洋電機が出資比率を100%に引き上げ、同社の完全子会社となる。
- 2014年（平成26年）1月1日 - インターネットサービスプロバイダ（ISP）事業を分割し、フュージョン・コミュニケーションズ（現・楽天コミュニケーションズ）に譲渡。サービスブランド「SANNET」は変更なし[3]。
- 2015年（平成27年）3月31日 - 解散。

## 主要製品
- ソフトウェア
  - 企業ポータルソリューション - 「InfoAGORA/ポータル」
  - webソリューション - 「InfoAGORA」
  - 技術情報管理パッケージ - 「iDworker」
  - 統合カードソリューション - 「WEB食堂名人」
  - マルチケアプラン作成支援ソフト - 「はっぴーらんど」
  - Web3D・Web球体パノラマソフト - 「sos3D・sosPn」
  - インタラクティブ3Dソフト - 「Cult3D」
  - インターネットサービス・プロバイダ - 「SANNET」

## 主な事業所
- 大阪本社（大阪府守口市）
- 東京支社（東京都台東区東上野）
- 上野事業所（東京都台東区上野）
- 関東支社（群馬県邑楽郡大泉町）
- 岐阜事業所（岐阜県安八郡安八町）
- 豊洲事務所（東京都江東区豊洲）
- 日本国外
  - 上海代表所（中国上海市）

## 関連企業

### 現行の関連企業

#### 親会社
- パナソニック（親会社の親会社）
- 三洋電機（直接の親会社）

#### その他関連する会社
- NTTデータ（NTTデータ三洋システム時代の親会社）

### かつての関連企業
- NTTデータアウラ（2010年12月より、NTTデータの完全子会社）